# Mechatronik

Disziplinen der Mechatronik

Die Mechatronik beschäftigt sich interdisziplinär mit dem Zusammenwirken der Disziplinen Mechanik/Maschinenbau, Elektronik/Elektrotechnik und Informatik/Informationstechnik. Sie steht aber auch in enger Beziehung zu weiteren Disziplinen wie zum Beispiel Adaptronik, Elektromechanik, Feinwerktechnik, Mikrosystemtechnik, Optoelektronik, Optomechanik und Optomechatronik.

## Definition des VDI
Der Verein Deutscher Ingenieure definiert in seiner Richtlinie 2206 die Mechatronik als das synergetische Zusammenwirken der Fachdisziplinen Maschinenbau, Elektrotechnik und Informationstechnik beim Entwurf und der Herstellung industrieller Erzeugnisse sowie bei der Prozessgestaltung.

## Wortherkunft
Das Wort Mechatronik ist ein Kunstwort, das durch Zusammenziehen der Wörter Mechanik und Elektronik gebildet wurde (Kofferwort). Zuerst wurde es im japanischen Unternehmen Yaskawa Electric Corporation, einem der weltweit größten Hersteller von Industrierobotern, durch den Ingenieur Tetsuro Mori als englisches Wort mechatronics aus den Wörtern mechanics und electronics geprägt. Es hat seinen Ursprung in der Feinmechanik, fand ca. ab dem Jahr 1969 Verwendung und war ab 1971 unter der Registrierungsnummer „46-32714“ als Marke geschützt. Die Firma gab jedoch im Jahr 1982 das Recht zur öffentlichen Verwendung seiner Wortschöpfung frei, so dass es in der Folge weltweite Verbreitung fand; mittlerweile ist es in vielen Industriebereichen etabliert und hat eine grundlegende Bedeutung erlangt. In Deutschland fand das Wort mit dem ersten Mechatronik-Studiengang im Jahr 1991 und der Anerkennung des Ausbildungsberufs Mechatroniker im Jahr 1998 stärkere Verbreitung.

## Das mechatronische System

Mechatronisches System

Die Mechatronik soll Mechanik, Elektronik / Elektrotechnik, Steuerungstechnik und Informatik miteinander verschmelzen und anstelle von mehreren Modellen ein mechatronisches Gesamtsystem beschreiben. Mechatronische Systeme haben die Aufgabe, mit Sensorik, Prozessorik, Aktorik und Elementen der Mechanik, Elektronik und Informatik (sowie anderer funktionell erforderlicher Technologien) Energie, Stoff (Materie) und/oder Information umzuwandeln, zu transportieren und/oder zu speichern.
Mechatronische Systeme können somit in Funktionsgruppen unterteilt werden, die meist Regelkreise bilden und aus Modulen mit mechanisch-elektrisch-magnetisch-thermisch-optischen Bauelementen, Sensorik zur Erfassung von Messgrößen des Systemzustandes, Aktorik zur Regelung und Steuerung sowie Prozessorik und Informatik zur Informationsverarbeitung bestehen.
Die digitale Weiterentwicklung eines mechatronischen Systems, das die Konzepte der Erkennung (Kognition) und Verarbeitung von Information implementiert, ist ein kognitives System.
Beispiele:
Automatisierte Getriebe • Fluidtronische Feder-Dämpfer-Module • Handhabungs-/Roboter-Systeme • Werkzeugmaschinen-Module • Digitalkameras • Elektronische Waagen • Blu-ray-Spieler • Computer-Festplattenlaufwerke • Antiblockiersysteme • Elektronische Fahrzeug-Stabilitätsprogramme • Windkraftanlagen

## Mechatronik in der Makro-/Mikro-/Nano-Technik
Das Aufgabengebiet der Mechatronik in der Technik betrifft heute technische Systeme, deren Dimensionen mehr als 10 Größenordnungen umfassen. Die Mechatronik in der Makro-, Mikro- und Nanotechnik kann stichwortartig wie folgt gekennzeichnet werden:
- Makrotechnik mit cm/m-Dimensionen ist die Technik der Geräte, Apparate, Maschinen und technischen Anlagen. Kennzeichnend für die Mechatronik ist die Erweiterung der klassischen Elektromechanik durch elektronische Schaltkreise und datenverarbeitende Module sowie der Ersatz mechanischer Energie- und Informationsflüsse durch Elektrik, Elektronik, Magnetik, Optik, z. B. Brake-by-wire-Bremsanlagen, „Fly-by-wire“-Flugzeugtechnik, Sensor-Aktor-Regeltechnik, speicherprogrammierbare Steuerungstechnik.
- Mikrotechnik mit mm/µm-Bauteilabmessungen ist das Gebiet der Feinwerktechnik und Mikrosystemtechnik. Ein Mikrosystem vereint mit Mikro-Fertigungstechnik und miniaturisierter Aufbau- und Verbindungstechnik Funktionalitäten aus Mikromechanik, Mikrofluidik, Mikrooptik, Mikromagnetik, Mikroelektronik.
- Nanotechnik nutzt nanoskalige Effekte der Physik, Chemie und Biologie. Die Nanowissenschaft wurde 1960 durch Richard Feynman (Physik-Nobelpreisträger 1965) begründet. Beispiele der nano-mechatronischen Gerätetechnik sind das Rastertunnelmikroskop und das Rasterkraftmikroskop. Sie ermöglichen durch mechatronische Piezo-Aktor-Module die Darstellung von Materialoberflächen im atomaren Maßstab und die Bestimmung nanoskaliger Kräfte, zum Beispiel zur Optimierung magnetischer Datenspeicher und elektronischer Mikrochips.

Biologische Mechatronik (auch Biomechatronik) schließlich ist ein Zwischenbereich, der durch die Bestrebung einiger fernöstlicher (v. a. japanischer) Entwickler von humanoiden Baurobotern entstanden ist, das Verknüpfen evtl. auch zumindest in begrenzten Maßen wachstumsfähigen und biologisch veränderbaren Materialien sowie (z. Zt. vorwiegend) künstlich erzeugten „eindimensionalen“ Flüssigkeiten bzw. Festkörpern zu erforschen und voranzutreiben.

## Mechatronik im Automobil
Mechatronische System stellen einen Großteil der Funktionen eines Automobils dar. Der Regelkreis, der aus Sensor – Informationsverarbeitung – Aktuator – mechanische (physikalische) Veränderung gebildet wird, findet sich in vielen Systemen. Die Systemgröße kann dabei sehr unterschiedlich sein. Das Antiblockiersystem der Bremse ist ein mechatronisches System. Auch die Bremse selbst ist eines. Aber auch der Regelkreis, der aus Fahrregelung, zum Beispiel Tempomat, Antriebsmotor, Fahrgeschwindigkeit und Geschwindigkeitsmessung gebildet wird, ist ein mechatronisches System. Die große Bedeutung der Mechatronik für den Automobilbau wird auch dadurch ersichtlich, dass es bei den Fahrzeugherstellern häufig Entwicklungsabteilungen gibt, die Mechatronik im Namen tragen.

## Ausbildung

### Berufsausbildung

#### In Deutschland
Seit 1998 gibt es in Deutschland den anerkannten Ausbildungsberuf Mechatroniker/Mechatronikerin mit einer Regel-Ausbildungsdauer von 42 Monaten. Der Beruf kann sowohl im Handwerk als auch in der Industrie erlernt werden.

##### Staatliche Fachschule für Technik
In Deutschland gibt es die Aufstiegsweiterbildung auf Tertiärstufe, die mit dem Bestehen eines Staatsexamen inklusive Projektarbeit und Kolloquium, zum geschützten Berufstitel Staatlich geprüfter Techniker (engl.: State certified engineer), Fachrichtung Mechatronik, Schwerpunkt Maschinen- und Anlagentechnik führt.

##### Studium
Der erste universitäre Lehrstuhl für Mechatronik in Deutschland wurde 1991 an der Universität Duisburg (heute Universität Duisburg-Essen) gegründet.
Ab 1994 kamen die Otto-von-Guericke-Universität Magdeburg, die Fachhochschule Bochum (heute Hochschule Bochum) und die Fachhochschule Kiel hinzu. Aktuell bieten über 25 deutsche Hochschulen den Studiengang zum Diplom-Ingenieur oder Bachelor/Master für Mechatronik an. Daneben gibt es Mechatronik auch als interdisziplinäre Vertiefungsrichtung. Regelstudienzeit für das Diplom an Universitäten ist zehn Semester, an Fachhochschulen acht, für Bachelor-/Master-Studiengänge sechs oder sieben Semester (Bachelor) bzw. zwei bis vier Semester zusätzlich für den Master.
An Berufsakademien erlangt man innerhalb einer Studiendauer von sechs Semestern den Bachelor of Engineering im Studiengang Mechatronik.

#### In Österreich

##### Modullehrberuf
In Österreich gibt es den Lehrberuf Mechatroniker seit 1999. Die Gewerbeordnung nennt vier Handwerke aus dem Bereich der Mechatronik (§ 94 Zif. 49 GewO): Mechatroniker für Maschinen- und Fertigungstechnik, für Elektronik, Büro- und EDV-Systemtechnik, für Elektromaschinenbau und Automatisierung und für Medizingerätetechnik. Per 1. Juni 2015 wurde der neue Modullehrberuf Mechatronik eingeführt.
Dauer der Lehrzeit:
- 3,5 Jahre: Grundmodul + ein Hauptmodul
- 4 Jahre: Grundmodul + ein Spezialmodul

###### Hauptmodule
Die Ausbildung im Modullehrberuf Mechatronik umfasst verpflichtend eine zweijährige Ausbildung im Grundmodul Mechatronik und eine eineinhalbjährige Ausbildung in einem der folgenden Hauptmodule:
- Automatisierungstechnik
- Elektromaschinentechnik
- Fertigungstechnik
- IT-, Digitalsystem- und Netzwerktechnik
- Alternative Antriebstechnik
- Medizingerätetechnik

In Österreich ist der Kraftfahrzeugtechniker, anders als in Deutschland, kein Bestandteil des Modullehrberufs Mechatroniker, sondern eigenständig als Ausbildungsrichtung Kraftfahrzeugtechnik gegliedert.

###### Spezialmodule
Zur Vertiefung und individuellen Spezialisierung kann in einem weiteren halben Ausbildungsjahr ein weiteres Hauptmodul oder eines der folgenden Spezialmodule gewählt werden:
- Robotik
- SPS-Technik
- Additive Fertigung
- Digitale Fertigungstechnik

###### Kombinationsmöglichkeiten
Die Hauptmodule sind unterschiedlich kombinierbar.
1. Automatisierungstechnik ist kombinierbar mit:
  - Fertigungstechnik
  - IT, Digitalsystem- und Netzwerktechnik
  - Alternative Antriebstechnik
2. Elektromaschinentechnik ist kombinierbar mit:
  - Fertigungstechnik
  - Alternative Antriebstechnik
3. Fertigungstechnik ist kombinierbar mit:
  - Automatisierungstechnik
  - Elektromaschinentechnik
4. IT, Digitalsystem- und Netzwerktechnik ist kombinierbar mit:
  - Automatisierungstechnik
5. Alternative Antriebstechnik ist kombinierbar mit:
  - Automatisierungstechnik
  - Elektromaschinentechnik

Alle Hauptmodule sind mit den beiden Spezialmodulen Robotik und SPS-Technik kombinierbar. Das Spezialmodul Additive Fertigung ist nur mit den Hauptmodulen Automatisierungstechnik und Fertigungstechnik kombinierbar.
Das Grundmodul „Mechatronik“ in Verbindung mit dem Hauptmodul „Automatisierungstechnik“ kann auch mit folgenden Spezialmodulen des Modullehrberufes Elektrotechnik kombiniert werden:
- Eisenbahnelektrotechnik
- Eisenbahnsicherheitstechnik
- Eisenbahnfahrzeugtechnik
- Eisenbahntransporttechnik
- Eisenbahnfahrzeuginstandhaltungstechnik
- Eisenbahnbetriebstechnik

### Informationen zur Lehrlingsausbildung
In Wien informiert die Landesinnung Wien der Mechatroniker laufend über Änderungen im Ausbildungsplan und vermittelt offene Lehrstellen. Auch Unternehmen finden hier Unterstützung für die Ausbildung zukünftiger Fachkräfte. Bei diversen Veranstaltungen z. B. „Castings“, wird eine Verbindung von an einer Ausbildung interessierten Jugendlichen zu Unternehmen mit offenen Lehrstellen hergestellt.
Der theoretische Teil der Lehrlingsausbildung wird in Wien durch die Berufsschule für Elektrotechnik und Mechatronik in der Mollardgasse (Fachrichtung Mechatronik), die Berufsschule für Maschinen-, Fertigungstechnik und Elektronik in der Apollogasse (Fachrichtung Kälteanlagentechnik) und die Landesberufsschule Amstetten (Fachrichtung Luftfahrzeugtechnik) ausgeführt.
Die praktische Ausbildung findet in Unternehmen statt, welche diese als Lehrbetrieb anbieten und im Mechatroniker-Ausbildungs-Zentrum Wien (MAZ) in der Gumpendorfer Straße.

### Höhere Technische Lehranstalten
In Österreich besteht die Möglichkeit, an vielen Höheren Technischen Lehranstalten (HTL) den Ingenieurgrad (5 Jahre) oder den Techniker (4 Jahre) zu erwerben.

### Technisches Gymnasium
Das Technische Gymnasium Telfs in Tirol bietet im Rahmen der AHS Matura eine Berufsausbildung im Lehrberuf Mechatronik und im Lehrberuf Maschinenbautechnik mit dem Spezialmodul Automatisierungstechnik an.

### Studium
In einem typischen Mechatronik-Studiengang werden Mathematik, Technische Mechanik, Maschinenbau, Thermodynamik, Strömungsmechanik, elektrische Schaltungen, Systemtheorie, Elektronik, Kommunikationstechnologie, Regelungstechnik, Programmieren, digitale Signalverarbeitung und Robotik gelehrt.
In Österreich gibt es an der Fachhochschule Technikum Wien, an der Johannes-Kepler-Universität Linz und an der Leopold-Franzens-Universität Innsbruck zusammen mit UMIT in Hall in Tirol die Möglichkeit, Mechatronik zu studieren. An vielen weiteren Orten der Welt kann es ebenfalls studiert werden. Zum Beispiel auch an der Technischen Hochschule Chalmers in Schweden gibt es eine 5-jährige Ausbildung mit dem Namen „Automation und Mechatronik“.

### Formelsammlungen
- Ekbert Hering und Heinrich Steinhart (Hrsg.): Taschenbuch der Mechatronik. 2., überarbeitete Auflage. Hanser Verlag, München 2015, ISBN 978-3-446-43857-6.
- Hartmut Fritsche et al.: Tabellenbuch Mechatronik. Europa-Lehrmittel, Haan-Gruiten 2023, ISBN 978-3-7585-4189-6.